# Urach (Hammerbach)
Die Urach ist der linke Oberlauf des nur kurzen Hammerbaches, der bei Hammereisenbach-Bregenbach im Schwarzwald-Baar-Kreis in Baden-Württemberg aus dem Zusammenfluss mit dem rechten Oberlauf Eisenbach entsteht und dort bald von rechts in die Breg mündet.

## Geographie

### Verlauf
Die Urach entspringt etwas südlich von Vöhrenbach-Kaltenherberg im Häuslewald an der Widiwander Höhe. Nach nur wenigen Kilometern erreicht sie das gleichnamige Dorf Urach von Vöhrenbach. Kurz vor Hammereisenbach-Bregenbach fließt die hier 11,0 km lange Urach mit dem von rechts kommenden, 9,1 km langen Eisenbach zum Hammerbach zusammen, der nach weiteren 1,5 km in den Donau-Quellfluss Breg mündet.
Da der Eisenbach der zwar etwas kürzere, aber einzugsgebietsreichere Oberlauf des Hammerbachs ist, gilt er hydrologisch als Hauptstrang des Flusssystems und teilt mit dem gemeinsamen Unterlauf Hammerbach die amtliche Fließgewässerkennzahl. Zuweilen wird deshalb auch der Hammerbach zum Eisenbach gerechnet – oder auch wegen deren größerer Länge zur Urach.

### Zuflüsse
- Roturach (rechts, 2,6 km und 2,1 km²)
Die Urach hat selbst an diesem Zufluss nur eine Länge von 2,3 km und besitzt ein Einzugsgebiet von 1,4 km², nach beiden Kriterien ist also die Roturach als Hauptquellast anzusehen.
- Eschengrundbach (links, 2,3 km)
- Streichenbach (links, 1,4 km und 1,6 km²)
- Fallerslochbach (rechts, 1,0 km und 0,8 km²)
- Schwarzenbach (rechts, 1,5 km und 1,5 km²)
- Fahlenbach (rechts, 1,8 km und 1,9 km)